# Marsilea
Marsilea este un gen de plante din familia Marsileaceae.